# Störtebeker
Le  Störtebeker  est un ancien trois-mâts goélette britannique, de pêche en mer du nord, à coque et pont en acier, mâts en bois. Son dernier port d'attache fut Flensburg en Allemagne.
Depuis 2011, il est sous pavillon norvégien, ayant récupéré le nom de Gårdar, et son nouveau port d'attache est Bekkjarvik (Comté de Hordaland) en Norvège.

## Histoire
Il a été construit en 1885 comme un bateau de pêche de hareng, sans moteur, pour une utilisation autour de l'Islande au chantier naval JA Stewart & Co. à Barking, (Essex) au Royaume-Uni. 
De 1885 à 1905, il appartenait à la société de pêche Hewett & Co Ltd de Londres, sous le nom de Sweatheart (LO 385). 
De 1905 à 1908, il change plusieurs fois de propriétaire. Il est vendu, en 1908, à H. Hansen, d'Ísafjörður en Islande. En 1911, il est racheté en Norvège et prend le nom de 'Gardar
En 1922, il retourne en à Islande pour un nouveau propriétaire J. Wathne de Seydisfjördur. 
Le Gadar est racheté en 1928 par Torstein Nygaard de Stavanger avec un copropriétaire Andreas Halstensen de Bekkjarvik. En 1948, le moteur à vapeur est remplacé pour un moteur Diesel et le navire est rallongé de plusieurs mètres. En 1973, il est rebaptisé Hordatral. 
En 1980, il est racheté en Allemagne, et jusqu'à 1985, il est reconverti en Barkentine. Il navigue essentiellement en mer Baltique.
En 2002,il est revendu à un propriétaire germano-néerlandais Kees van de Boos qui le rebaptise Störtebeker. En 2009, il arrête de naviguer et devient un navire-restaurant à quai du port de Flensburg. 
Sous le nom de Störtebeker, il a participé de nombreuses fois au Hanse Sail de Rostock, au semaine de Kiel. Il a aussi participé  au Fêtes maritimes de Brest de Brest 2004.

## Gårdar
En Octobre 2011, il est revendu en Norvège. Il reprend son ancien nom de Gårdar dans le port de Bekkjarvik. 

Il serait utilisé pour la promotion du tourisme en tant que navire du musée maritime. 